# Laura Thorn
Laura Thorn (Esch-sur-Alzette, 18 de enero de 2000) es una cantante y multinstrumentista luxemburguesa.

## Biografía
Laura Thorn comenzó su andadura musical a los ocho años, dedicándose principalmente al estudio del solfeo, el piano, el violonchelo y la danza. Inicialmente orientada hacia la música clásica, luego realizó un máster en teoría musical, pedagogía musical y canto moderno en el Instituto Superior de Música y Pedagogía de Namur, Bélgica. Tras obtener su título, en septiembre de 2024 comenzó a dar clases en el Conservatorio de Música de Esch-sur-Alzette, Luxemburgo.
Ese mismo año, por recomendación de un antiguo profesor, los parisinos Julien Salvia y Ludovic-Alexandre Vidal se pusieron en contacto con ella para buscar una voz para la pieza La poupée monte le son, un homenaje a Poupée de cire, poupée de son de France Gall. El 18 de noviembre de 2024, RTL Lëtzebuerg anunció a Laura Thorn como una de las participantes en el Luxembourg Song Contest 2025, mientras que su canción se presentó el 19 de diciembre siguiente. En la selección nacional, que tuvo lugar el 25 de enero de 2025 en el Rockhal de Esch-sur-Alzette, Thorn fue la sexta concursante de siete en actuar. Gracias a su interpretación, obtuvo el primer puesto en la votación del jurado internacional y el segundo en el televoto (pese a ser la favorita del público, comercialmente hablando, entre las canciones en competición), triunfando así en el concurso y ganándose el derecho de representar al Gran Ducado en el escenario de Eurovisión en Basilea.
La canción representante de Luxemburgo, "La poupée monte le son", quedó en la posición 22 con 47 puntos (empatada con Dinamarca, representada por Sissal): 23 puntos del jurado y 24 del televoto.

## Estilo musical
Para su estilo musical, Laura Thorn se inspira en la música soul, el jazz y el cabaret, así como en su segunda afición, la comedia musical.

## Discografía

### Sencillos
- 2024 – La poupée monte le son